# Enrique Troyano
Enrique Troyano (San Baudilio de Llobregat (España), Barcelona, 28 de octubre de 1991) es un ciclista español del equipo Linde-Gallastegui del  Club Ciclista Sant Boi desde el año 2005.

## Equipos
- Club Ciclista Sant Boi :: Linde-Gallastegui (2005 - Actualidad)

- Datos: Q5833888